# コンビニクル
コンビニクル（英語：Convenient And Smart Vehicle）は、東京大学大学院設計工学研究室が2007年9月に開発したデマンドバスサービスである。同研究室では「オンデマンドバス」と称している。
コンビニクルの最大の特徴は、安価に導入できることである。ASP形式でデマンドバスサービスを提供しており、設備購入費用や更新費用などを一切要しない。そのため、これまで高額とされていたデマンドバスサービスを安価に導入することができる。東京大学設計工学研究室は、利便性の高いサービスを目指して、千葉県柏市にある東京大学柏キャンパスで実証実験を繰り返している。